# آمریکا چاوز
آمریکا چاوز (به انگلیسی: America Chavez) یک ابرقهرمان که در کتاب کامیک آمریکایی منتشر شده توسط مارول کامیکس ظاهر می‌شود. چاوز که توسط جو کیسی و نیک دراگوتا خلق شد، دومین شخصیت مارول بود که پس از مادلین جویس از نام «خانم آمریکا» استفاده کرد. چاوز برای اولین بار در کمیک «انتقام» شماره ۱ (سپتامبر ۲۰۱۱) قبل از پیوستن به انتقام‌جویان جوان ظاهر شد و بعداً در مارس ۲۰۱۷ در سریال در حال اجرا خودش، «آمریکا»، توسط نویسنده گابی ریورا بازی کرد. به عنوان یک  لزبین ، او اولین شخصیت ال‌جی‌بی‌تی آمریکایی لاتین مارول است که در یک سریال در حال اجرا بازی می‌کند.
این شخصیت اولین فیلم لایو اکشن خود را در دنیای سینمایی مارول، در فیلم دکتر استرنج در چندجهانی دیوانگی، با بازی سوچی گومز انجام داد.

## در رسانه‌های دیگر

### فیلم
- آمریکا چاوز در فیلم انیمیشن «ظهور مارول:جنگجویان مخفی» ۲۰۱۸ با صداپیشگی سیرا رامیرز ظاهر می‌شود.[۶][۷]
- آمریکا چاوز در فیلم لایو اکشن دنیای سینمایی مارول دکتر استرنج در مولتی‌ورس جنون توسط خوچیتل گومز ظاهر خواهد شد. گومز ابتدا برای اولین بار در نقش آمریکا چاوز در مرد عنکبوتی: راهی به خانه نیست ظاهر شد، اما نقش او در نهایت از فیلمنامه حذف شد.[۵]